# Yusufu Lule
Yusufu Lule (né le 10 avril 1912 à Kampala et mort le 21 janvier 1985 à Londres) est un homme politique ougandais, qui occupe en 1979, de manière intérimaire, la fonction de président de la république d'Ouganda durant soixante-huit jours.

## Biographie

### Premières années
Né le 10 avril 1912 dans la capitale ougandaise, Kampala, toujours sous emprise britannique, Yusufu Lule étudie dans plusieurs institutions d'enseignement, dont le King's College Budo, l'université Makerere (Ouganda), l'université de Fort Hare (Afrique du Sud) et l'université d'Édimbourg (Écosse). D'abord musulman, il se convertit au christianisme alors qu'il étudie encore au King's College Budo.
La carrière politique de Lule commence à l'époque où l'Ouganda constitue toujours un protectorat britannique, il occupe la fonction de ministre au sein de l'administration coloniale. À l'indépendance du pays en 1962, Lule devient président de la Commission des services publics ougandaise. Puis en 1970, il dirige durant deux ans un service du Commonwealth, à Londres, au Royaume-Uni. De 1964 à 1970, Lule est également professeur et président de l'université Makerere, à Kampala. En 1971, il part en exil lorsque Idi Amin Dada s'empare du pouvoir via un coup d'État.

### Présidence de la République

#### Accession au pouvoir
En avril 1979, au terme de la guerre ougando-tanzanienne, Idi Amin Dada est écarté du pouvoir qu'il occupait depuis 1971. Le Front de libération nationale de l’Ouganda (en anglais : Uganda National Liberation Front ; UNLF), organisation politique hétéroclite constituée d'opposants au régime d'Amin Dada, est alors porté au pouvoir. L'UNLF nomme donc Yusufu Lule — qui, revenu de son exil à Londres, se présente comme apolitique, — chef de l'organisation, lui permettant plus tard d'accéder à la fonction de président par intérim du pays ex officio. Il est considéré également par plusieurs personnes au sein de l'UNLF comme un candidat unificateur qui permettra le rétablissement de la paix dans le pays, étant notamment un Muganda populaire au sein de son groupe ethnique, celui ayant la population la plus nombreuse de l'Ouganda.
N'ayant pas anticipé une chute de Kampala aussi rapide, Lule forme dans l'empressement un conseil des ministres représentatif des populations ethniques d'Ouganda. Le lendemain, le 12 avril, Lule et son cabinet quittent Dar es Salaam en avion vers Entebbe afin de prendre possession du pouvoir. Alors que le vol fait une escale à Mwanza, les responsables tanzaniens décident de le retarder afin de s'assurer d'une meilleure sécurité pour la cérémonie d'investiture qui aura lieu à Kampala. Lule arrive finalement dans la capitale ougandaise le lendemain et prête serment comme président en promettant de rétablir la loi et l'ordre dans le pays.

#### Renforcement de son pouvoir et tensions
Héritant d'un pays déchiré par l'anarchie et la violence, Lule doit de plus diriger un État en déliquescence dont les structures sont dysfonctionnelles. Dès son arrivée au pouvoir, il en vient à faire fi des accords convenus lors de la Conférence de Moshi, qui avait permis la création de l'UNLF et qui prévoyait une faible autorité présidentielle. Il tente plutôt d'opérer sous des pouvoirs plus forts qui sont prévus dans la Constitution depuis avant l'ère d'Amin Dada, et ce, sans consulter le Conseil consultatif national (en anglais : National Consultative Council ; NCC), organe parlementaire provisoire au sein de son parti. Il procède également à la nomination de ministres et de sous-ministres sans l'approbation du NCC. Il nomme ainsi 24 ministres et 20 députés qui deviennent membres ex officio du NCC, ceci dépassant le nombre initial de conseillers qui formaient le conseil. Malgré les plaintes et critiques du NCC, Lule continue les nominations.
Plusieurs autres de ses actions exaspèrent le NCC et contribuent conséquemment à la fragilisation de son pouvoir. Il accorde des « allocations de réadaptation » de 5 000 $ en devises étrangères aux membres de son cabinet en dépit des faibles revenus détenus par le Trésor public. Il retient des sommes destinées aux forces armées nationales, alors constituées de celles de l'Armée de libération nationale de l'Ouganda (en anglais : Uganda National Liberation Army ; UNLA), parce qu'il croyait cette institution composée de partisans de Milton Obote et de Yoweri Museveni. Il désirait par ailleurs la dissoudre afin de la remplacer par une nouvelle armée nationale, au grand mécontentement du NCC. Par ailleurs, les efforts de Lule afin de freiner l'inflation et l'essor du marché noir se révèlent infructueux : la situation économique du pays continue de se dégrader sous sa présidence.
Le peuple baganda est dans l'ensemble ravi de l'accession de Lule à la présidence du pays, ses actions étant souvent favorables aux Bagandas. Il procède entre autres à la réorganisation administrative du pays en divisant le pays en quatre régions, chacune soumise à un commissaire régional, rétablissant du même coup l'unité administrative du Bouganda. Il nomme aussi d'éminents monarchistes bagandas à de hautes fonctions, accorde plus de pouvoirs au gouvernement du Bouganda et fait souvent des déclarations et discours en luganda. Les autres peuples ougandais ne lui accordaient en conséquence que peu de confiance.

#### Schisme
Le président de la Tanzanie, Julius Nyerere, allié de l'UNLF dans ses efforts pour combattre Idi Amin Dada lors de la guerre ougando-tanzanienne, avertit Lule que la Tanzanie compte respecter les accords convenus à Moshi qui concernaient le partage du pouvoir entre les autorités ougandaises, c'est-à-dire le président de la République et le NCC en tant qu'organe parlementaire. Lule cherche donc en retour à diminuer l'influence que détient les Forces de défense du peuple tanzanien, l'armée tanzanienne restée en Ouganda pour assurer l'ordre après le départ d'Amin Dada.
Mécontents, plusieurs membres du NCC décident de convoquer une rencontre le 8 juin 1979 à Kampala afin de débattre sur les nominations faites par Lule sans l'accord du conseil. Après que ce dernier n'ait offert que peu de collaboration, le NCC convient de voter sur une motion de défiance à l'endroit de Lule. Plusieurs heures de débats s'ensuivirent et le 20 juin, la motion est adoptée avec 18 voix pour et 14 contre, entraînant du même coup la destitution des membres de son cabinet, appartenant pour la plupart au peuple baganda,. Invoquant des méthodes autoritaires et une incapacité à remettre en ordre de marche l'économie, le NCC le remplace plus tard par Godfrey Binaisa, qui ne conserve que quelques membres du cabinet de Lule, en évacue ses principaux partisans et annule ses changements administratifs faits au Bouganda,.

### Dernières années
Après sa destitution, Yusufu Lule est envoyé en Tanzanie, où il demeure trois semaines sous surveillance armée. Il est ensuite autorisé à s'exiler à Londres.
Le départ de Lule suscite l'indignation de nombreux Bagandas, qui considéraient que celui-ci avait été écarté du pouvoir parce qu'il avait préservé les intérêts légitimes du Bouganda. À Kampala, des affrontements entre des manifestants et l'armée tanzanienne ont lieu, des rues sont bloquées, les prix des produits de base sont augmentés délibérément par les commerçants et les transports sont paralysés, rendant le Bouganda ingouvernable,.
En 1980, interdit d'accès au pays et craignant l'emprise de Milton Obote sur le pouvoir ougandais, Lule fonde le groupe rebelle des Combattants de la liberté de l'Ouganda (en), groupe qui a fusionné en juin 1981 avec l'Armée de résistance populaire de Yoweri Museveni pour former le Mouvement de résistance nationale. Lule devient président de ce nouveau groupe alors que Museveni est nommé vice-président et président du haut commandement de l'Armée de résistance nationale, le bras armé du groupe. Cette fusion renforce le contre-pouvoir contre Obote. Lule est même l'auteur d'un livre critiquant le régime de ce dernier,.
Le 21 janvier 1985, il meurt d'une insuffisance rénale à la suite d'une chirurgie, à l'âge de 72 ans, dans un hôpital de Londres,. Vainqueur de la guerre de brousse, Museveni, devenu président en janvier 1986, demande que le corps de Lule soit rapatrié en Ouganda. Son corps est donc exhumé et transporté au pays par avion, avant d'être enterré à nouveau à Kampala quelques jours plus tard.